# Heimatmuseum Hüsli
Das Heimatmuseum Hüsli ist ein 1911 im Stil eines Schwarzwaldhauses erbautes Heimatmuseum und steht in Grafenhausen-Rothaus im Landkreis Waldshut. Bekannt und populär wurde das Hüsli durch die TV-Serie Die Schwarzwaldklinik als Wohnsitz Prof. Brinkmanns. Das zweistöckige Gebäude steht unter Denkmalschutz.
Vom Hüsli aus führt ein nach Klausjürgen Wussow  benannter Wanderweg zum Schlüchtsee.

## Geschichte

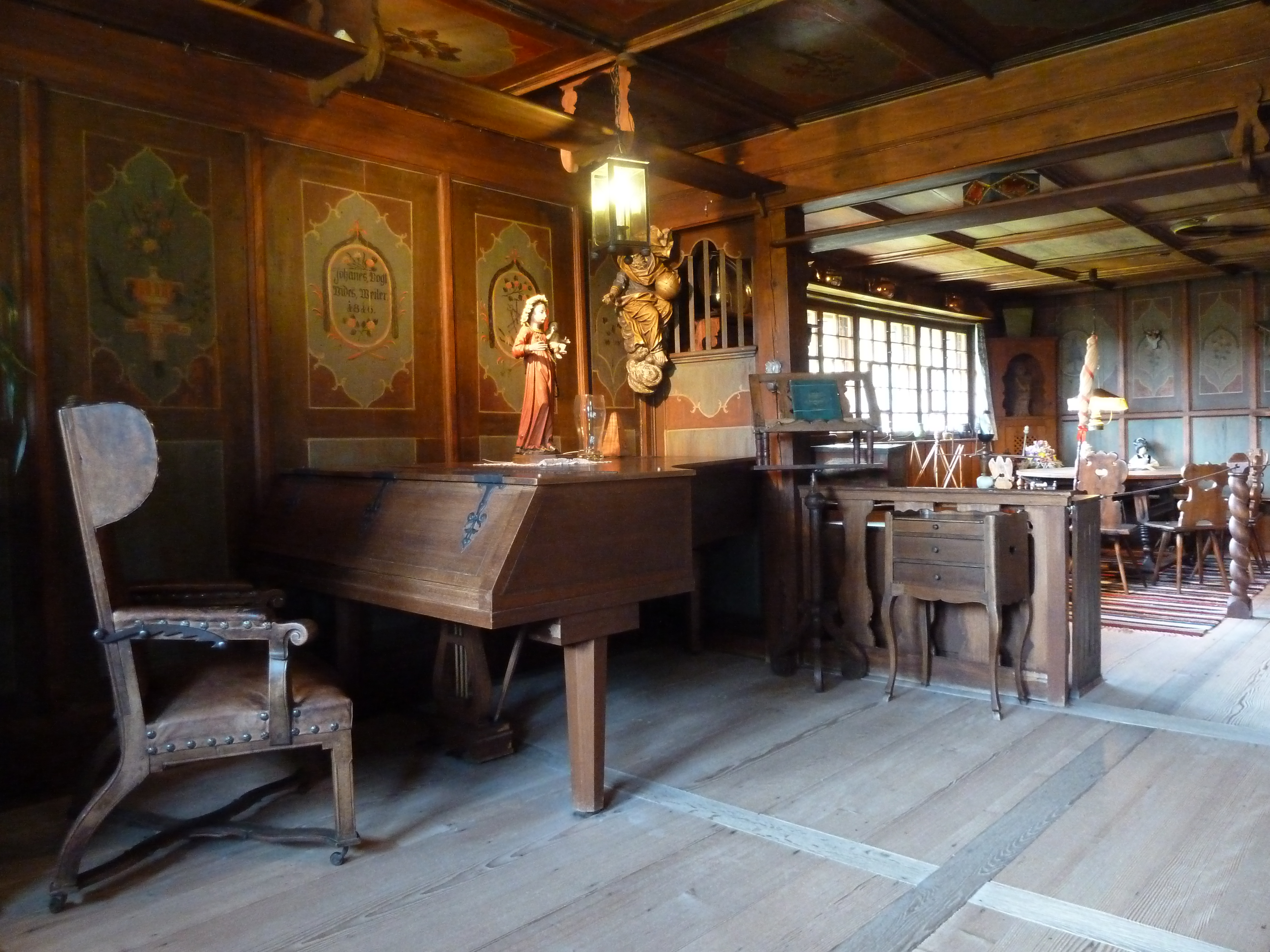
Steinway-Flügel

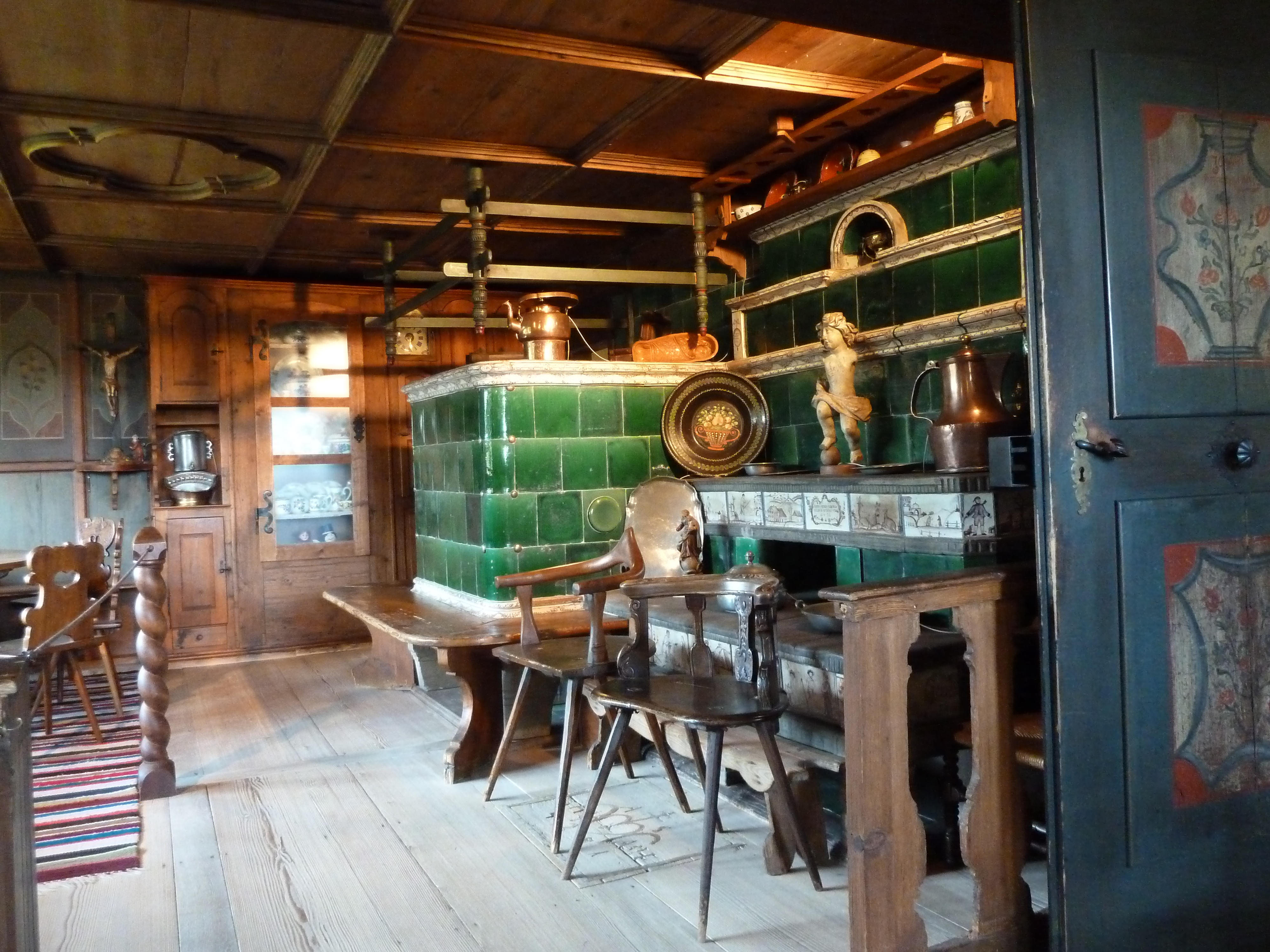
Stube mit Kachelofen

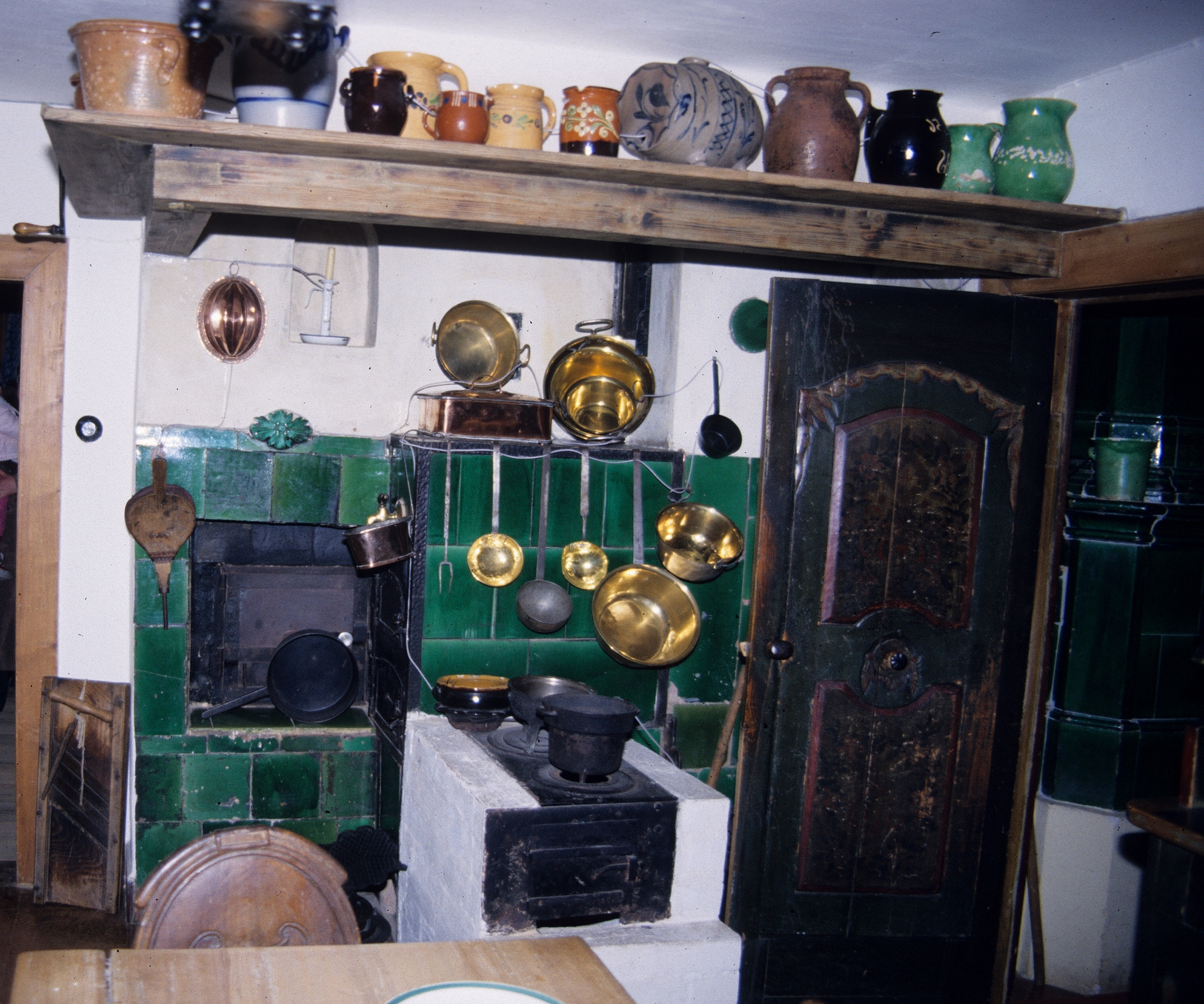
Küche

Im Jahr 1911 beschloss die aus Lörrach stammende und in Berlin lebende Konzertsängerin Helene Siegfried-Aichele (1867–1966), sich ein „Häuschen“ im Südschwarzwald bei Grafenhausen-Rothaus zu erbauen, das sie ursprünglich als Ferienhaus nutzen wollte. Sie ließ es mit elektrischem Strom und Licht sowie einer Badewanne aus Frankfurt am Main ausstatten, was für diese Zeit durchaus als Luxus betrachtet werden konnte. Zudem gehörte ein Steinway-Flügel zur Ausstattung des Hauses.
Siegfried-Aichele legte im Haus eine Sammlung mit möglichst vielen originalen Einrichtungsgegenständen aus anderen Schwarzwaldhäusern an. Hierzu zählt z. B. der Kachelofen (Chunnscht) aus einer Mühle in Kutterau, einem Weiler in St. Blasien oder Dachsberg, und das Glockentürmchen mit Betglöcklein, das von der Schlafkammer aus geläutet werden kann.
Das Hüsli war für Siegfried-Aichele zunächst Erholungsort und Treffpunkt von Gesellschaften, wurde aber nach der Zerstörung ihrer Berliner Wohnung 1945 von ihr als Wohnsitz gewählt. Der Landrat Alfred Mallebrein setzte sich bereits zu Lebzeiten Siegfrieds dafür ein, die Sammlung auch über ihren Tod hinaus erhalten zu können. Nachdem der Kreisrat das Gebäude besichtigt hatte, beschloss er auf dem Kreistag am 26. März 1958 in Hinterzarten einstimmig den Kauf des Hüslis durch den Landkreis Hochschwarzwald.
Nach dem Tod von Helene Siegfried-Aichele im Jahr 1966 besorgten zunächst Ingeborg Krummer-Schroth und ein Verwalter die Gestaltung und Ordnung der Sammlung. Als 1973 das Hüsli in das Eigentum des neu geschaffenen Landkreises Waldshut überging, diente das Hüsli als Kulisse für den Film Schwarzwaldfahrt aus Liebeskummer mit Roy Black. 1985 veranstaltete das Land Baden-Württemberg in der sowjetischen Hauptstadt Moskau eine Ausstellung zu seiner Wirtschaft und Kultur. Als Exponate dienten hierbei u. a. eine Kaffeemühle aus dem Jahr 1786, ein Erntekrug sowie ein Nudelstuhl aus dem 18. Jahrhundert.
Von 1984 bis ins Frühjahr 2013 wurde das Hüsli von Brigitte und Herbert Hofmeier betreut, die im oberen Stockwerk des Hauses lebten und im ersten Jahr runde 30.000 Besucher begrüßen konnten. Als ab Herbst 1985 die Schwarzwaldklinik ausgestrahlt wurde, nahm die Besucherzahl bis auf 130.000 Personen pro Jahr zu, sank jedoch bis 2012 wieder auf den Ursprungsstand von ca. 30.000. Dennoch kündigte das Ehepaar im Sommer 2012 an, wegen der Suche nach „völliger Ruhe“ im März 2013 aus dem Haus ausziehen und seinen Ruhestand antreten zu wollen.
Am 8. August 2008, am 9. September 2009 und am 10. Oktober 2010 heirateten jeweils mehrere Paare standesamtlich im Hüsli. Für das 100-jährige Jubiläum reichte der Lehrer Markus Munk aus Fellbach-Schmiden einen Entwurf für eine Sondermarke ein, die jedoch nicht in den Briefmarken-Jahrgang 2012 der Bundesrepublik Deutschland aufgenommen wurde. Am 15. Juli 2012 wurde das Jubiläum feierlich begangen.
Im Mai 2013 wurde Herbert Hofmeier in den Ruhestand verabschiedet. Bereits im März 2013 war die Nachfolgerin Marena Avila (* 1973) eingezogen, eine Münchner Musikerin und Musikproduzentin. Zum Ende des Jahres 2015 beendete sie jedoch ihre Verwaltertätigkeit und zog aus dem Hüsli aus, um sich wieder mehr auf die Musik konzentrieren zu können. Die Hüsli-Leitung ging auf Anita Müller-Berthold vom benachbarten Brauereigasthof der Badischen Staatsbrauerei Rothaus über.